# Helsinki Times
L'Helsinki Times est un journal en ligne finlandais anglophone. De 2007 à 2015, il est publié en édition papier à fréquence hebdomadaire. 

## Histoire
Créé en 2007, rédigé en langue anglaise, il est diffusé à environ 15000 exemplaires.
Le rédacteur en chef de l'Helsinki Times est Alexis Kouros, un médecin, écrivain, journaliste iranien qui a immigré en Finlande en 1990.
Helsinki Times fait faillite en février 2015 et l'édition papier cesse de paraître.

## Contenu éditorial

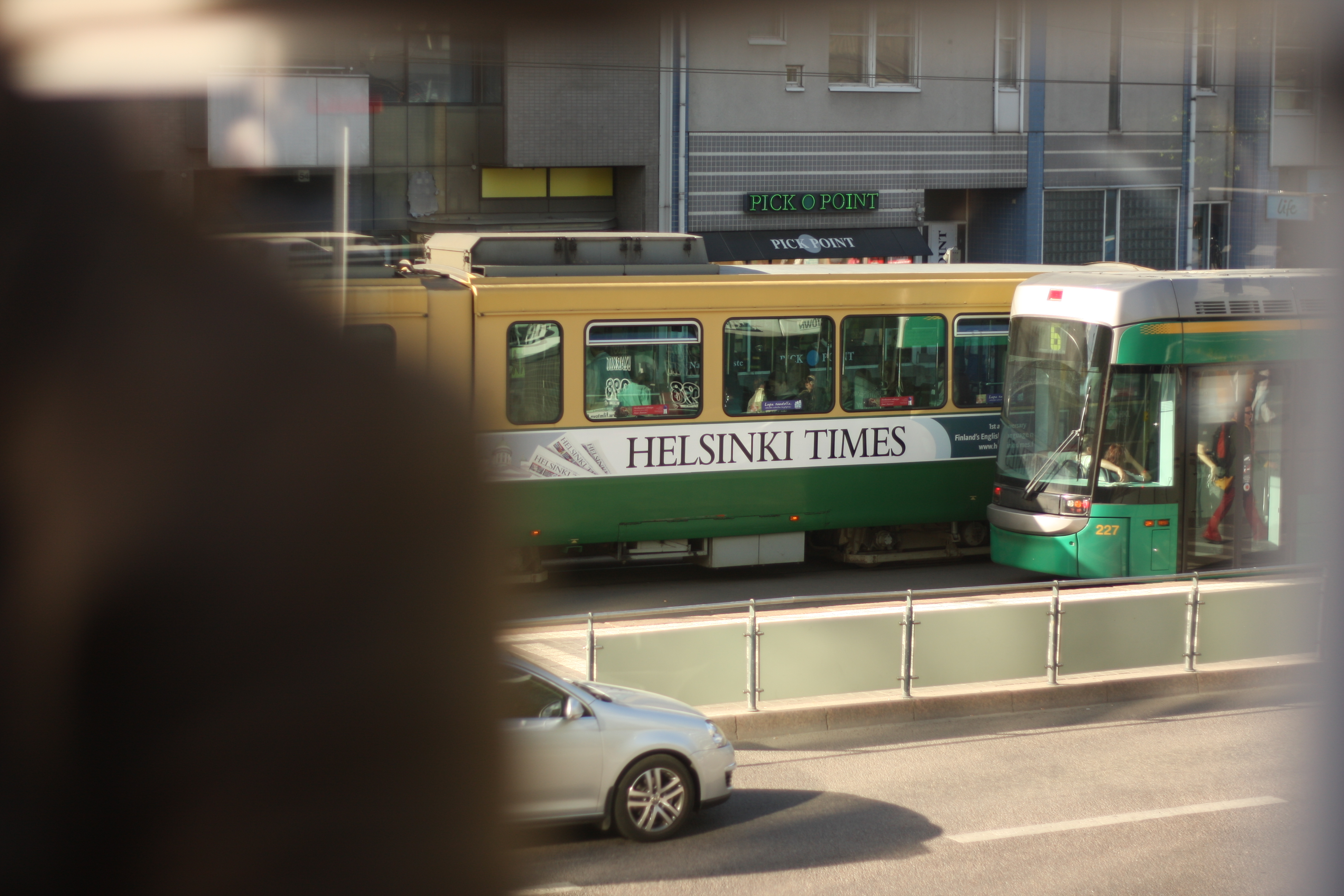
Publicité pour le premier anniversaire de l'Helsinki Times,, sur un tramway à Sörnäinen.

Les articles de l'hebdomadaire traitent de nouvelles nationales et internationales, mais aussi de culture, d'économie, des sports, de la science et de la technologie.
Il donne aussi le programme hebdomadaire de télévision, les prévisions météorologiques, une revue des articles des revues finlandaises de la semaine et un recueil d'articles sur la Finlande parus dans les médias étrangers.
L'Établissement des transports de la ville d'Helsinki achète des espaces publicitaires dans la revue pour informer les lecteurs étrangers et les immigrants sur les transports de la capitale.

## Coopération
L'Helsinki Times a signé un accord de coopération avec Helsingin Sanomat pour la publication d'une sélection d'articles d'Helsingin Sanomat, traduits du Finnois en anglais.
Selon cet accord, le site web de l'Helsinki Times est intégré dans celui d'Helsingin Sanomat,. 